# Svenska mästerskapen i fälttävlan 1990
Svenska mästerskapen i fälttävlan 1990 avgjordes i Snogeholm . Tävlingen var den 40:e upplagan av Svenska mästerskapen i fälttävlan.

## Resultat
| Placering | Ryttare           | Häst          |
| --------- | ----------------- | ------------- |
| 1         | Anna Nilsson      | Croydon       |
| 2         | Lars Christensson | Nordsjö Scird |
| 3         | Ted Velander      | Lakej         |
| 4         | Jenny Hultbom     | La Femme      |
| 5         | Lotta Wallin      | Lafayett      |